# 그레이트 스모그

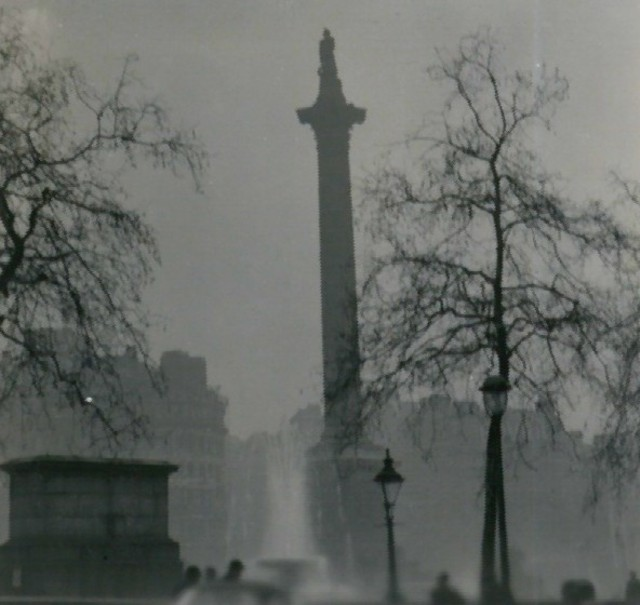
스모그에 가려진 넬슨 기념탑

그레이트 스모그(Great Smog)는 1952년 12월 5일부터 9일 사이 5일간 런던에서 발생한 1만 명 이상이 사망한 사상 최악 규모의 대기 오염에 의한 공해 사건이자 재난 사고다. 이 사건은 전 세계의 환경 오염에 대한 경각심을 일깨우는 계기가 되면서 현대 공해 운동과 환경 운동에 큰 영향을 주었다. 이 문제에 대한 대책으로 영국 의회는 1956년 청정대기법을 제다.

## 사건의 개요
런던은 겨울에 짙은 안개가 발생한다고 알려졌지만, 19세기 이후의 산업혁명과 석탄 연료의 이용에 의하여 석탄을 태운 후 연기와 그을음이 안개에 섞여 지상에 체류해 스모그라 불리는 현상을 일으켜 호흡기 질환 등을 일으켰다. 1950년대까지의 100년간 10번 정도의 거대한 스모그가 있었지만, 그중에서도 피해가 가장 큰 것은 1952년이었다.
1952년 12월 5일부터 12월 10일까지 고기압이 영국 상공을 덮고, 그 결과 차가운 안개가 런던을 뒤덮었다. 평소보다 추운 날씨에 런던 시민들은 평소보다 많은 석탄을 난방에 사용했다. 같은 무렵, 런던의 지상 교통을 전차에서 디젤 버스로 전환하는 사업이 완료되었다. 이렇게 직사광선이나 화력 발전소, 디젤 차량 등에서 발생하는 아황산가스, 이산화황 등의 대기 오염 물질은 차가운 대기에 체류하며 농축되어 pH2의 강산성 고농도의 황산 안개를 형성하였다. 아황산가스의 최대 농도는 평상시 0.1ppm정도였던 것이 0.7ppm, 부유 분진의 농도는 평상시에 0.2mg/m3정도였던 것이 1.7mg/m3을 넘었다.
이 짙은 스모그는 앞이 보이지 않고 운전이 불가능할 정도였다. 특히 런던 동부의 공업 지대와 항만 지역에서는 자신의 발밑도 보이지 않을 정도였다. 건물 내부까지 스모그의 영향으로 영화관에서는 "무대와 스크린이 보이지 않는다"는 이유로 공연과 상연이 중단되었다. 주택에도 스모그가 침입해 사람들은 눈이 아프고, 목과 코를 다쳐 기침이 멈추지 않게 되었다. 큰 스모그가 발생한 날의 다음 주까지 병원에는 기관지염, 기관지 폐렴, 심장 질환 등의 중병의 환자가 차례로 운반되어 다른 겨울보다 4000명 이상의 사람이 죽었다고 밝혀졌다.
대다수는 노인, 어린이, 만성 질환 환자였다. 그 후 몇 주 동안 8,000명 이상이 사망해 총 사망자 12,000명이 넘는 대참사가 되었다.